# افه
اِفه (اسپانیایی: EFE‎; اسپانیایی: [ˈefe]) از خبرگزاری‌های بین‌المللی اسپانیایی است که در سال ۱۹۳۹ به وسیلهٔ وزیر وقت مطبوعات و پروپاگاندای اسپانیا تأسیس شد.
امروزه افه خبرگزاری چند رسانه‌ای اصلی به زبان اسپانیایی است و می گوید چهارمین خبرگزاری بزرگ جهان پس از آسوشیتد پرس، رویترز، و خبرگزاری فرانسه است.
چنان که وب سایت رسمی این خبرگزاری نشان می دهد، خبرگزاری افه به زبان های اسپانیایی، انگلیسی و پرتغالی فعالیت می کند. در این خبرگزاری حدود ۳۰۰۰ نیروی خبری از ۶۰ ملیت در صد و ده کشور (۱۸۰ شهر) فعالیت می کنند. این خبرگزاری می گوید ۳ میلیون خبر در سال مخابره می کند و  ۲۰۰۰ رسانه، از اشتراک آن برخوردار هستند.